# Elaphoglossum capuronii
Elaphoglossum capuronii är en träjonväxtart som beskrevs av Tard. Elaphoglossum capuronii ingår i släktet Elaphoglossum och familjen Dryopteridaceae. Inga underarter finns listade.